# Виракоча (инка)
Виракоча (кечуа Wiraqucha, исп. Huiracocha/Viracocha) — восьмой Сапа Инка Королевства Куско (начиная с 1410 года), третий в династии Ханан-Куско. Имя при рождении Хатун Тупак, при вступлении в официальный титул получил имя в честь верховного божества Виракочи.
Он принимал участие в боевых действиях между инками и чанками. По некоторым данным, таким, как Инка Гарсиласо де ла Вега, его отец Яуар Уакак покинул столицу после атаки чанков, а Виракоча одержал победу и спас город. Другие, такие, как Педро Сьеса де Леон и Хуан де Бетансос утверждают, что Виракоча тоже покинул город, а его сын Пачакутек его спас.
Летописец Сармьенто де Гамбоа говорил, что Виракоча был первым из инков, правивший городами, которые он победил, в то время как его предшественники просто грабили их.

## Биография

### Правление

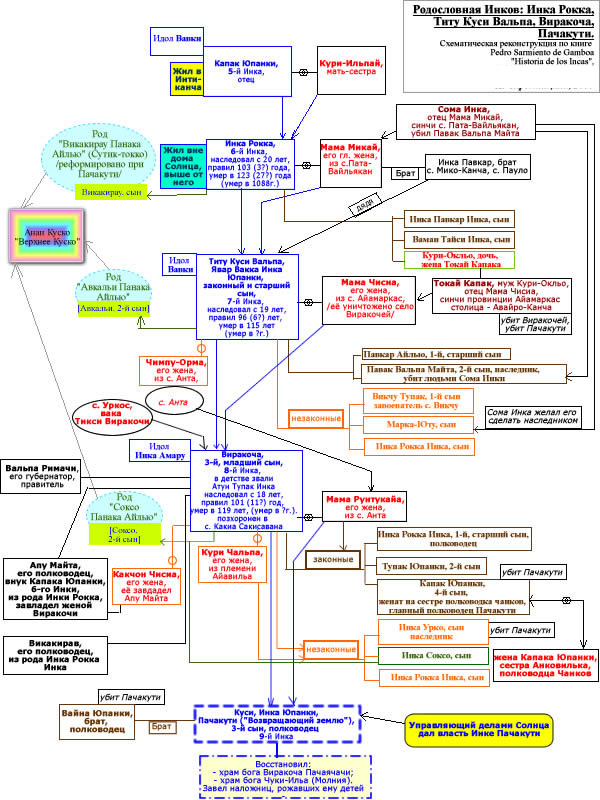
Сарьменто де Гамбоа, Генеалогия Инков. Инка Рокка, Титу Куси Вальпа, Виракоча, Пачакути.

Во время правления Виракочи разразилась большая война между представителями соседних с Тауантинсуйу государств — государства племени чанков и государством племени кечуа. Чанки сокрушительным ударом положили конец племенному единству кечуа. Военачальники Виракочи Инки заставили ещё не покорённых чанками кечуа присоединиться к империи инков. Чанки, покорив часть кечуа, начали боевые действия против инков. В 1437 году началась война. Несколько воинских подразделений армии инки были разгромлены, и враг подошёл к стенам Куско.
Империя висела на волоске. Виракоча Инка вместе со своим сыном и другими членами семьи бежал из своей столицы и укрылся в горной крепости Шакишауана.
Военачальники инки Апо Майта и Вика Кирао со своими отрядами отступили в Куско и мужественно защищали столицу. Чанки, несмотря на своё упорство и многочисленные штурмы не сумели захватить город. Тогда на них ударили с фланга свежие силы инкской армии, и армия чанков перестала существовать.
Военачальники инков жестоко отомстили чанкам. С захваченных в плен вражеских вождей заживо сдирали кожу, затем набивали её на глазах ещё живых чанков золой и соломой. И эти мумии переносились в музей славы в Куско. Спустя сто лет их показывали испанцам и об этом рассказывается в некоторых письменных источниках времен конкисты.

### Жречество
Инке Виракоче принадлежала особая роль в престиже жречества бога Виракочи. Он даже старался одеваться как мифологический бог. Кроме того, многие приписывали Инке Виракоче черты бога Виракочи. Например, он был бородатым, как и легендарный бог.